# Le Pont d'Argenteuil
Pour les articles homonymes, voir Pont d'Argenteuil (homonymie).
Le Pont d'Argenteuil est un tableau peint par Claude Monet en 1874 et présenté au public lors de la seconde exposition impressionniste de 1876.

## Historique de l'œuvre
- Par l'intermédiaire d'Édouard Manet, l'œuvre fut achetée directement à Claude Monet par Jean-Baptiste Faure, (1830 -1914), célèbre baryton[1] dès 1874.
- Chez Paul Durand-Ruel en 1906.
- Antonin Personnaz, Bayonne en 1906.
- Legs[2] de ce dernier aux musées nationaux en 1935, avec l'ensemble de ses collections qui selon les vœux du donateur, doit rester groupé[3].
- Affecté au musée du Louvre en 1937, n° d'inventaire 1937-41[4]
- Déposé au musée du Jeu de Paume de 1947 (?) à 1986.
- Affecté au musée d'Orsay en 1986.

## Description
Huile sur toile, 60 par 80 cm, signée et datée en bas à droite : Claude Monet 74.
Le tableau représente les bords de la Seine au pied du pont routier d'Argenteuil, reliant Gennevilliers à Argenteuil, vu depuis le quai du Petit-Gennevilliers. Sur l'eau, au premier plan, un catboat et deux clippers d'Argenteuil, des voiliers de plaisance, au mouillage près du ponton du Cercle de la Voile de Paris (C.V.P.). À l'époque, entre 1850 et 1893, cette partie de la Seine entre le pont d'Argenteuil et le pont de Bezons fut le haut lieu de la voile de la région parisienne, connue sous le nom de bassin d'Argenteuil. Les régates organisées lors des expositions universelles de 1867, 1878 et 1889 se sont déroulées sur ce site.
Sur la droite du tableau, le pont routier à péage d'Argenteuil, construit en 1822, sera détruit lors de la guerre de 1870 et reconstruit à partir de 1871. Au début des travaux, une passerelle provisoire en bois, qui fut représentée par Claude Monet et Alfred Sisley en 1872, remplace l'ancien pont. Sur la toile, ce sont donc les arches du nouveau pont que l'on aperçoit avec au fond les deux tours du poste de péage. Vers la gauche, les arbres sont les ormes des quinconces d'Argenteuil, une zone boisée entre la Seine et le quai de Seine qui deviendra le boulevard Héloïse. La grande maison au milieu des arbres est un hôtel-restaurant.

## Expositions
- L'œuvre fut exposée en 1876 chez Paul Durand-Ruel, à Paris, (12[réf. nécessaire], rue Le Peletier) à la deuxième exposition de peinture sous le no 156.

## L'acte de vandalisme durant la nuit du 6 au 7 octobre 2007
Durant la nuit du 6 octobre 2007 au 7 octobre 2007, alors qu'avait lieu dans la capitale la manifestation intitulée la Nuit blanche, plusieurs personnes ivres se sont introduites dans le musée d'Orsay par effraction d'une issue de secours, donnant sur le quai Anatole-France. L'un d'entre eux aurait eu, « pour des raisons professionnelles, connaissances de divers accès au musée ». Après avoir déambulé dans les salles, fumé et uriné, ils ont déclenché un signal d'alarme, pris de panique, ils se sont enfuis mais, l'un d'eux (alors dans la salle 22, au rez-de-chaussée du musée) a donné un coup de poing dans le tableau de Monet Le Pont d'Argenteuil et déchiré l'œuvre sur une dizaine de centimètres au centre de la toile. Interpellés mardi 9 octobre par la police judiciaire dans les Yvelines, ces individus ont été placés en garde à vue et présentés jeudi 11 octobre à une juge d'instruction du Tribunal de grande instance de Paris, Carine Rosso. Cette magistrate avait été saisie d'une enquête :
1. pour dégradation volontaire de bien public (la détérioration du tableau),
2. de destruction en réunion de la porte du musée.

Le parquet n'ayant pas requis le placement en détention, ils ont tous été remis en liberté. L'un d'eux s'était présenté spontanément à la police et avait reconnu les faits.
Procès : Vincent Noce évoque brièvement cette affaire dans un article paru dans le journal Libération du 23 septembre 2010, Les Voleurs de Picasso poursuivent leur période prison, (lundi 18 septembre 2010, encore étaient jugés les vandales qui ont déchiré d'un coup de poing une toile de Monet à Orsay, en octobre 2007).
- Lien vers une photographie de la salle 22 où l'on voit très bien la distance entre la porte sur la place Henry de Montherlant (quai Anatole-France)

### Communiqué de presse de Madame le ministre de la Culture, en date du 7 octobre 2007
« Christine Albanel, ministre de la Culture et de la Communication, exprime son indignation concernant la dégradation du tableau de Claude Monet « Le pont d’Argenteuil », à la suite de l’intrusion d’un groupe de 5 à 6 personnes dans le musée d’Orsay dans la nuit du 6 au 7 octobre 2007, vers minuit.
Le signal d’alarme ayant fonctionné et les caméras de surveillance ayant pu localiser la présence de personnes étrangères au musée, les équipes de sécurité se sont immédiatement rendues sur place et ont évité des dégâts plus importants.
Christine Albanel a rappelé qu’un groupe de travail est en cours de constitution avec l’Office central des biens culturels et l’Association des maires de France afin de renforcer la sécurité des biens culturels et d’envisager des mesures complémentaires pour prévenir de tels actes inadmissibles.
La ministre a également annoncé qu’elle avait saisi Rachida Dati, ministre de la Justice, en vue d’étudier la possibilité d’adapter à la spécificité de la délinquance touchant les biens culturels, les dispositions du Code pénal relatives au vol, au recel et à l’intrusion.
La ministre s’est rendue au musée d’Orsay le dimanche 7 octobre pour apprécier la situation et rencontrer la direction de l’Établissement public du musée d’Orsay. »

### La détérioration de la toile et de la matière picturale
Contrairement à ce qu'une partie de la presse a diffusé, la toile est certes déchirée, mais il n'y a pas eu de perte de matière picturale, la restauration sera relativement aisée ce que dit en substance le communiqué de presse du ministère de la Culture : 

« Aucune restauration n'est très facile mais celle-ci sera moins difficile que s'il y avait eu arrachement. »

 Autre déclaration de Serge Lemoine, président du musée d'Orsay, cité par l'article du Figaro du 9 octobre : 

« Le tableau souffre d'une déchirure en T de 10 cm de longueur et 3 cm de hauteur, ainsi que d'un enfoncement. Heureusement, un panneau cloué au revers du châssis a permis d'atténuer l'effet du coup de poing. »

 Pierre Curie qui dirige la filière peinture du département restauration au Centre de recherche et de restauration des musées de France (C2RMF) affirmait de son côté : 

« Une déchirure n'est pas fatale. Mais ils (les restaurateurs) ne devraient quasiment pas avoir à reconstituer la touche picturale car le tableau n'a pas perdu de matière.. de telles restaurations ne laissent aucunes traces, les spécialistes peuvent les voir mais pour le public, c'est invisible... Les œuvres demeurent cependant fragilisées. »

### Le problème de l'accessibilité du musée
Cet acte de vandalisme pose évidemment le problème de la facilité avec laquelle ces individus ont pénétré dans le musée. Même si l'un d'entre eux avait connaissance de divers accès au musée, il est hautement regrettable qu'une alarme ne se soit pas déclenchée dès l'effraction.

### Les conséquences financières
Le musée d'Orsay en tant qu'établissement public, dépendant de l'État français, n'assure pas les œuvres confiées à sa garde. L’État est en effet son propre assureur. En l'état actuel de la législation du patrimoine artistique mobilier de la Nation, le principe est que les œuvres d'art appartenant à l'État soient inaliénables. Elles sont hors du circuit commercial, sauf lors d'un prêt, alors la collectivité emprunteuse est responsable financièrement des dommages éventuels subis par l'œuvre qui est alors estimée. Ici dans le cas du Monet, le préjudice pour l'État est essentiellement moral : un tableau de Monet a été fragilisé, le coût de la restauration elle-même reste infime par rapport au budget de fonctionnement du musée.
Il en aurait été différemment si les intrus avaient dégradé un tableau prêté par un particulier ou une institution, comme ce fut le cas pour un dessin de Georges Seurat : Le Cocher de Fiacre volé par un serveur lors d'une réception organisée aux Galeries nationales du Grand Palais, lors de l'exposition Seurat en 1991. Devant l'ampleur des conséquences de cet acte, le voleur, ayant pris contact avec la pègre, fut menacé et brutalisé, la compagne de ce serveur jugea prudent de faire disparaître le corps du délit en le brûlant dans l'évier de leur cuisine. L'État dut alors rembourser le dessin prêté par la galerie Hughette Bérès.

## Réception
- accueil public et critique

## Postérité
- influence et popularité

## Autres représentations du pont d'Argenteuil par Monet
| Tableau | Titre                           | Date | Dimensions | Lieu d’exposition                                 |
| ------- | ------------------------------- | ---- | ---------- | ------------------------------------------------- |
|         | Le Pont d'Argenteuil (W311)     | 1874 | 60 × 80 cm | Musée d'Orsay (Paris)                             |
|         | Régates à Argenteuil            | 1872 | 48 × 75 cm | Musée d'Orsay (Paris)                             |
|         | Le Bassin d'Argenteuil          | 1872 | 60 × 80 cm | Musée d'Orsay (Paris)                             |
|         | Le Pont routier en réparation   | 1872 | 54 × 73 cm | Fondation Rau pour le Tiers-Monde, UNICEF (Paris) |
|         | Le Pont routier, Argenteuil     | 1874 | 69 × 80 cm | National Gallery of Art (Washington)              |
|         | Le Pont d'Argenteuil, jour gris | 1876 | 61 × 81 cm | National Gallery of Art (Washington)              |